# Parsonsia fulva
Parsonsia fulva är en oleanderväxtart som beskrevs av Stanley Thatcher Blake. Parsonsia fulva ingår i släktet Parsonsia och familjen oleanderväxter. Inga underarter finns listade i Catalogue of Life.